# Задача Хееша
Число Хееша фигуры — максимальное число слоёв копий той же фигуры, которые могут её окружать. Задача Хееша — это задача определения набора чисел, которые могут быть числами Хееша. И то, и другое названы именем немецкого геометра Генриха Хееша , который нашёл мозаику с числом Хееша 1 (объединение квадрата, правильного треугольника и треугольника с углами 30-60-90) и предложил более общую задачу.
Например, квадрат может быть окружён бесконечным числом слоёв конгруэнтных квадратов в квадратном паркете, в то время как окружность нельзя окружить без дыр даже одним слоем равных окружностей. Число Хееша для квадрата бесконечно, а число Хееша окружности равно нулю. В более сложных примерах, таких, как на рисунке, многоугольная плитка может быть окружена несколькими слоями, но не бесконечным числом слоёв. Максимальное число слоёв является числом Хееша плитки.

Многоугольник с числом Хееша 5, максимальным конечным таким числом, найденный Кейзи Манном

## Формальное определение

Пример многоугольника с числом Хееша 4

Замощение плоскости — это разрезание плоскости на области, называемые плитками.  Нулевая корона плитки определяется как сама плитка, а для k > 0 k-ая корона — это множество плиток, имеющие общую точку с (k − 1)-ой короной. Число Хееша фигуры S — это максимальное значение k,  для которого существует замощение и плитка t в этом замощении, для которой все плитки  от нулевой до k-ой короны плитки  t конгруэнтны S. В некоторых работах дополнительно требуется, чтобы объединение корон от нулевой до k-ой было односвязной областью.
Если нет верхней границы числа слоёв, которыми плитка может быть окружена, говорят, что её число Хееша бесконечно. В этом случае, на основе леммы Кёнига можно показать, что существует замощение всей плоскости конгруэнтными копиями плитки.

## Пример
Рассмотрим многоугольник P, показанный на рисунке справа, образованный из правильного шестиугольника путём добавления выступов на двух сторонах и выемок на трёх сторонах. Рисунок показывает замощение, состоящее из 61 копии P, одной бесконечной области и четырёх ромбов внутри четвёртого слоя. Первые четыре короны от центрального многоугольника состоят исключительно из копий плитки P, так что число Хееша равно по меньшей мере четырём. Невозможно распределить многоугольники так, чтобы избежать ромбовидных «дыр», поскольку 61 копия плитки P имеет слишком много впадин, чтобы выступы могли их заполнить. Таким образом, число Хееша плитки P равно в точности четырём. Согласно усиленному определению, чтобы корона была односвязной, число Хееша равно трём. Этот пример обнаружил Роберт Амманн .

## Известные результаты
Неизвестно, всем ли положительным числам соответствуют числа Хееша. Первый пример многоугольника с числом Хееша 2 дала Анн Фонтен, показавшая, что бесконечное число фигур полимино обладают этим свойством. Кейзи Манн построил семейство плиток, каждая с числом Хееша 5, которое на настоящий момент является наибольшим известным. Плитки Манна имеют число Хееша 5 даже при строгих условиях, что каждая корона должна быть односвязной .
Для соответствующей задачи на гиперболической плоскости число Хееша может быть сколь угодно велико.